# Franco Chioccioli
Franco Chioccioli (Castelfranco di Sopra, 25 de agosto de 1959) es un exciclista italiano, profesional entre los años 1982 y 1994, durante los cuales consiguió 30 victorias.
Destacó sobre todo en su país, fundamentalmente en el Giro de Italia, en el cual terminó entre los diez primeros en numerosas ocasiones, quedando primero en 1991, en el que tuvo una dura pugna con el ciclista vasco Marino Lejarreta, y tercero en 1992, y logrando un total de siete victorias de etapa. 
En 1992 acudió al Tour de Francia, logrando una victoria de etapa y quedando 16.º en la clasificación general final.

## Palmarés
| 1983 - Clasificación de los Jóvenes del Giro de Italia - 1 etapa del Giro del Trentino 1984 - Coppa Agostoni - Giro del Trentino, más 1 etapa 1985 - 1 etapa del Giro de Italia - Giro del Friuli 1986 - 1 etapa de la Vuelta a Suiza - 1 etapa del Giro de Italia 1988 - 1 etapa del Giro de Italia - 1 etapa del Giro di Puglia | 1990 - 1 etapa del Giro del Trentino 1991 - Giro de Italia , más 3 etapas - 2.º en el Campeonato de Italia en Ruta - Coppa Sabatini 1992 - 3.º en el Giro de Italia, más 1 etapa - 1 etapa del Tour de Francia - Euskal Bizikleta, más 1 etapa - 1 etapa del Giro del Trentino 1993 - 1 etapa de la Euskal Bizikleta |

## Resultados en Grandes Vueltas y Campeonato del Mundo
| Carrera         | 1982 | 1983 | 1984 | 1985 | 1986 | 1987 | 1988 | 1989 | 1990 | 1991 | 1992 | 1993 | 1994 |
| --------------- | ---- | ---- | ---- | ---- | ---- | ---- | ---- | ---- | ---- | ---- | ---- | ---- | ---- |
| Giro de Italia  | 25.º | 15.º | 24.º | 9.º  | 6.º  | 14.º | 5.º  | 5.º  | 6.º  | 1.º  | 3.º  | 19.º | 46.º |
| Tour de Francia | -    | -    | -    | -    | -    | -    | -    | -    | -    | -    | 16.º | -    | 42.º |
| Vuelta a España | -    | -    | -    | -    | -    | -    | -    | -    | -    | -    | -    | -    | -    |
| Mundial en Ruta | -    | -    | Ab.  | -    | -    | -    | -    | Ab.  | -    | 46.º | 69.º | -    | -    |

-: no participa

Ab.: abandono

## Equipos
- Selle Italia (1982)
- Vivi-Benotto (1983)
- Murella-Rossin (1984)
- Fanini-Wührer (1985)
- Ecoflam (1986)
- Gis Gelati-Jollyscarpe (1987)
- Del Tongo (1988-1991)
- GB-MG Maglificio (1992-1993)
- Mercatone Uno-Medeghini (1994)

- Datos: Q305453